# Ngô Quý Giản
Ngô Quý Giản (chữ Hán: 吳季簡), là vị vua thứ ba của nước Ngô tồn tại từ cuối thời nhà Thương sang thời Đông Chu trong lịch sử Trung Quốc.
Ông mang họ Cơ, là con của Ngô Trọng Ung – quân chủ thứ 2 nước Ngô và là cháu gọi Ngô Thái Bá bằng bác.
Sử sách không ghi chép thời gian ông làm quân chủ, không rõ năm bắt đầu, năm mất và các sự kiện trong thời gian ông ở ngôi.
Sau khi ông mất, con ông là Cơ Thúc Đạt lên nối ngôi.